# Trigoniulus reonus
Trigoniulus reonus är en mångfotingart som beskrevs av Pocock 1894. Trigoniulus reonus ingår i släktet Trigoniulus och familjen Trigoniulidae. Inga underarter finns listade i Catalogue of Life.